# Alcsúti kastély
Az alcsútdobozi Habsburg-kastély a Vértes keleti lábánál, a Váli-víz völgyében található. Az épületből napjainkban már csak a főhomlokzat egy része áll, parkja ma Alcsúti Arborétumként funkcionál.

## A kastély története
A pompás, klasszicista stílusú kastélyt József nádor építtette 1820 és 1827 között nyári rezidenciaként. Az épület első terveit Heyne Ferenc készítette, amelyeket később Pollack Mihály átdolgozott. Az alapkő letételére 1821. június 13-án került sor, és 1824-ben már el is készült a főszárny. A kastély kivitelezését Klosz Ferenc székesfehérvári építőmester vezette. A nádor pedig Fiuméből érkezve, 1827-ben költözött be új otthonába.

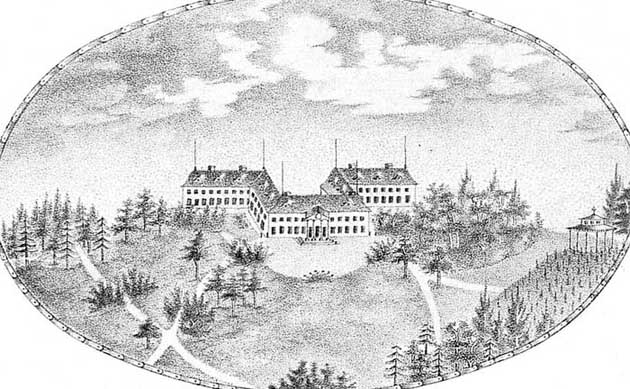
Az alcsúti kastély ábrázolása (1832)

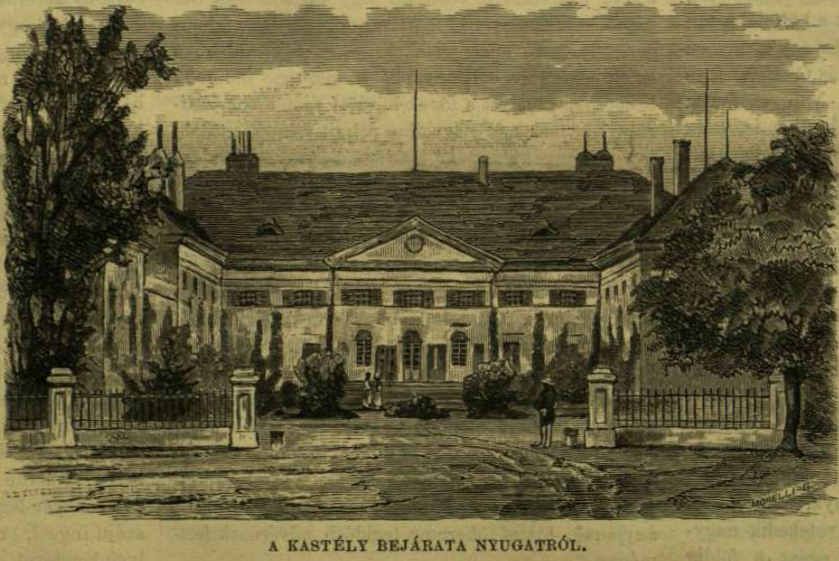
A kastély nyugat felől 1881-ben

A kastély egykori északi szárnyához épített, istállóból kialakított kápolna ma is áll, ez 1879–80-ban, Storno Ferenc tervei alapján, neoromán stílusban épült. Jelenleg állandó történeti kiállítás látható a belső díszeitől megfosztott épületben.
Az épület, amely a második világháborúig a Habsburg-család tulajdonában volt, elpusztult; köveit, berendezését széthordták, már csak a timpanonos portikuszos bejárati része és homlokfala áll.
1816-ban József nádor és felesége, Hermina anhalti hercegnő Magyarországra költözött. A házaspár egy ideig ebben a kastélyban lakott. József nádor mintegy 20 év alatt birtokán mintagazdaságot alakított ki, a magyar kertművészet és klasszicista építészet egyik remekét. A nádor maga is kiváló kertész hírében állt, saját keze nyomát is magán viseli a park, de szolgálatába fogadta Tost Károlyt királyi kertészként. Az úgynevezett platán-kor ideje volt ez, így a kertben rengeteg különféle platán faj került. Emellett akkor még különlegesnek számító újdonságok is kerültek a kertbe: tulipánfa, kanadai nyár, vasfa, közönséges pagodafa, fekete dió, amerikai kőris, juharok, törökmogyoró, vadgesztenye, szilek, hársak, fehér akác, vérbükk, lepényfa.
József nádor 1847-ben bekövetkezett halálával a kert első korszaka lezárult. A kastély fiára József Károly Lajos főhercegre szállt, aki 1867-ben költözött a birtokra. Ő tovább csinosítgatta a kertet és a kastélyt is, több új épület született ez idő alatt. A pálmaházat, amely döbbenetesen nagy volt, 1872-ben Ybl Miklós tervei alapján építették fel.

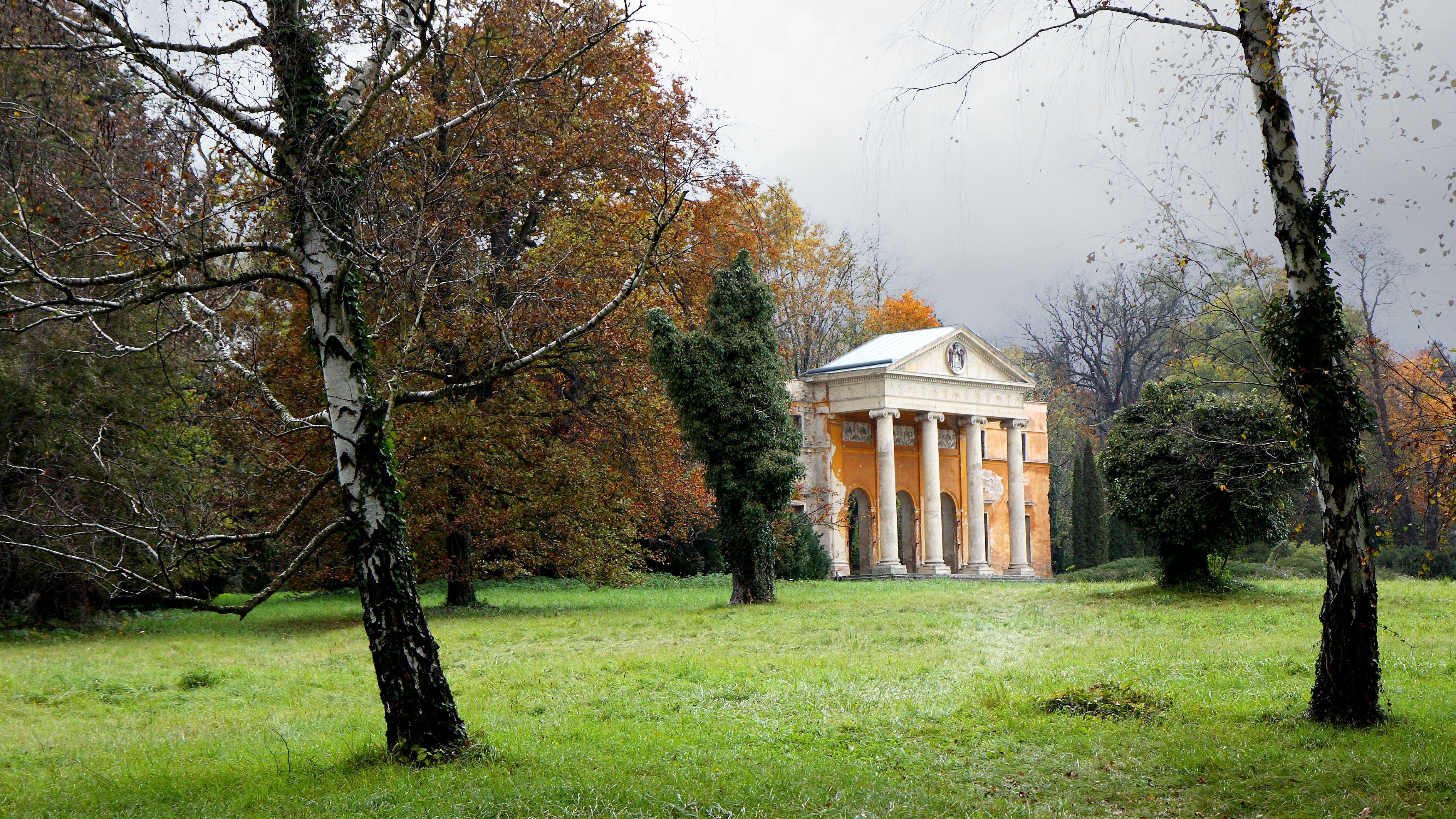
A kastély fennmaradt portikusza (oszlopsoros főbejárata)

Alcsúton született Habsburg-Lotharingiai József Ágost főherceg, magyar kormányzó, 1944-ig a magyar politikai élet befolyásos személyisége. Saját magát magyar arisztokratának tartotta. A főherceg nyári rezidenciáján Alcsútról és a környező településekről származó cselédek és mesteremberek dolgoztak. A kastély és a hozzá tartozó hatalmas birtok rengeteg munkát biztosított. A főherceg és felesége, Auguszta Mária Lujza bajor hercegnő részt vállalt alcsúti, felcsúti és a környező tanyákon élő gyerekek oktatásában, iskoláztatásában. A főherceg gyermekei használták a kastély mellett található kis díszes épületet, a Babaházat.

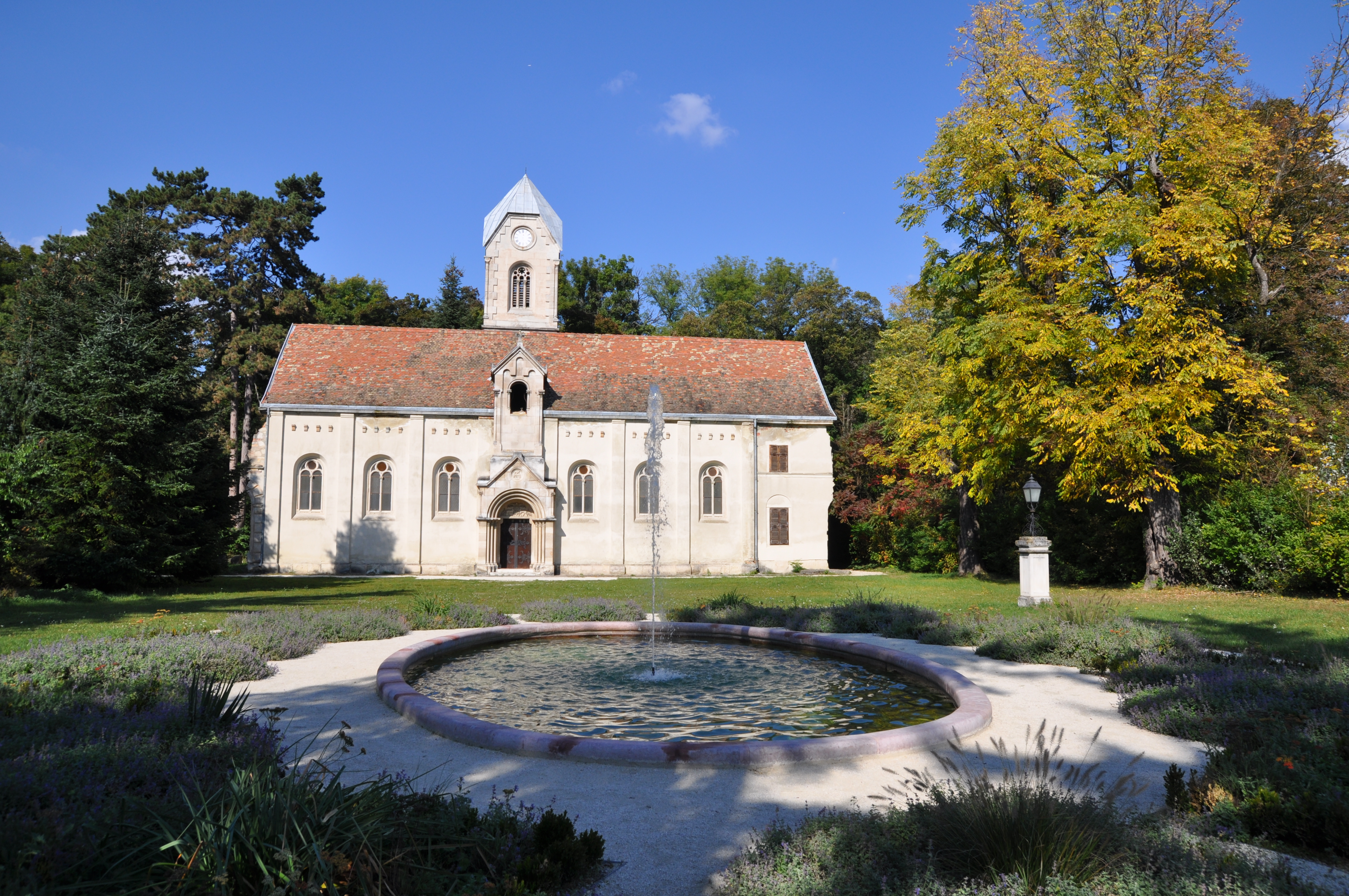
Alcsút, Habsburg-kastély, kápolna

A kastélyt lakói 1944 végén hagyták el. A végső győzelemben még ekkor is reménykedő nyilas vezetés tanácsára a két hónapon belüli hazatérés reményében értékeiket hátrahagyva távoztak, de visszatérni már nem tudtak, majd emigrációba kényszerültek. Az utolsóként távozó személyzet még látta, hogy a kastély könyvtára lángokban áll.
1941-ben a parkot védetté nyilvánították. A kastély és a park átvészelte a második világháborút és a szovjet hadsereg állomásozását, de később a kastély valószínűleg gyújtogatás miatt leégett, köveit a lakosság és a vállalatok széthordták. Jelenleg már csak a főhomlokzat egy része van meg. 1952-ben ismét védetté nyilvánították a parkot, és elkezdték a rendezési munkálatokat, hogy megnyithassa kapuit az Alcsúti Arborétum.